# Fel (Orne)
Fel és un municipi francès situat al departament de l'Orne i a la regió de Normandia. L'any 2007 tenia 264 habitants.

## Demografia

### Població
El 2007 la població de fet de Fel era de 264 persones. Hi havia 116 famílies de les quals 28 eren unipersonals (8 homes vivint sols i 20 dones vivint soles), 52 parelles sense fills, 32 parelles amb fills i 4 famílies monoparentals amb fills.
La població ha evolucionat segons el següent gràfic:
Habitants censats

### Habitatges
El 2007 hi havia 135 habitatges, 115 eren l'habitatge principal de la família, 8 eren segones residències i 11 estaven desocupats. 129 eren cases i 6 eren apartaments. Dels 115 habitatges principals, 84 estaven ocupats pels seus propietaris, 31 estaven llogats i ocupats pels llogaters i 1 estava cedit a títol gratuït; 5 tenien dues cambres, 19 en tenien tres, 36 en tenien quatre i 56 en tenien cinc o més. 71 habitatges disposaven pel capbaix d'una plaça de pàrquing. A 60 habitatges hi havia un automòbil i a 45 n'hi havia dos o més.

### Piràmide de població
La piràmide de població per edats i sexe el 2009 era:
| Homes | Edats   | Dones |
| ----- | ------- | ----- |
| 0     | 95 o +  | 0     |
| 0     | 90 a 94 | 0     |
| 2     | 85 a 89 | 3     |
| 2     | 80 a 84 | 4     |
| 5     | 75 a 79 | 8     |
| 11    | 70 a 74 | 9     |
| 10    | 65 a 69 | 15    |
| 9     | 60 a 64 | 10    |
| 4     | 55 a 59 | 6     |
| 8     | 50 a 54 | 7     |
| 12    | 45 a 49 | 8     |
| 8     | 40 a 44 | 7     |
| 9     | 35 a 39 | 6     |
| 5     | 30 a 34 | 8     |
| 8     | 25 a 29 | 3     |
| 2     | 20 a 24 | 7     |
| 6     | 15 a 19 | 9     |
| 10    | 10 a 14 | 10    |
| 7     | 5 a 9   | 7     |
| 5     | 0 a 4   | 2     |

## Economia
El 2007 la població en edat de treballar era de 157 persones, 115 eren actives i 42 eren inactives. De les 115 persones actives 102 estaven ocupades (58 homes i 44 dones) i 13 estaven aturades (8 homes i 5 dones). De les 42 persones inactives 12 estaven jubilades, 11 estaven estudiant i 19 estaven classificades com a «altres inactius».

### Ingressos
El 2009 a Fel hi havia 118 unitats fiscals que integraven 269 persones, la mediana anual d'ingressos fiscals per persona era de 14.518 €.

### Activitats econòmiques
Dels 11 establiments que hi havia el 2007, 1 era d'una empresa extractiva, 3 d'empreses de construcció, 1 d'una empresa de comerç i reparació d'automòbils, 2 d'empreses de transport, 1 d'una empresa de serveis i 3 d'entitats de l'administració pública.
L'únic servei als particulars que hi havia el 2009 era una fusteria.
L'any 2000 a Fel hi havia 9 explotacions agrícoles que ocupaven un total de 520 hectàrees.

## Equipaments sanitaris i escolars
El 2009 hi havia una escola elemental integrada dins d'un grup escolar amb les comunes properes formant una escola dispersa.

## Poblacions més properes
El següent diagrama mostra les poblacions més properes.